# Pratapaditya Pal
Pratapaditya Pal est un intellectuel indien spécialisé dans l’Asie du Sud-Est, l’art et la culture himalayens, plus particulièrement dans l’histoire de l’art de l’Inde, du Nepal et du Tibet. Il a travaillé en tant que conservateur pour l’art d’Asie du Sud dans plusieurs musées américains importants, tels que le musée des Beaux-Arts à Boston, le musée d'Art du comté de Los Angeles et l’Art Institute of Chicago, où il a organisé plus de 22 expositions majeures et contribué à la création de la collection du musée. Il a aussi écrit plus de 60 livres et catalogues, ainsi que plus de 250 articles, enseigné dans plusieurs universités et travaillé en tant qu’éditeur du magazine d’art indien « Marg ». En 2009, il a été récompensé du Padma Shri par le gouvernement indien pour ses contributions à l’étude de l’art indien.

## Biographie

### Enfance et éducation
Pratapaditya Pal est né au Bangladesh et a étudié à Darjeeling et Calcutta. Étudiant à l’Université de Calcutta, il espère pouvoir se spécialiser en anthropologie, mais l’université ne propose pas de cours dans ce domaine en 1957. Il obtient à la place un master d’art en histoire et culture de l'Inde ancienne. Il poursuit ses études à l’université et obtient un doctorat en histoire d’architecture du Népal en 1962. Il décroche par la suite une bourse d’étude pour étudier à l’université de Cambridge où, en 1965, il obtient un deuxième doctorat en peinture et sculpture népalaise. En revanche, il ne parvient pas à trouver de poste d'enseignant en Inde et de ce fait déménage aux États-Unis.

### Carrière
En 1967, Pratapaditya Pal est nommé conservateur de la collection d’art indien du musée des Beaux-Arts à Boston, un poste occupé jadis par Ananda Coomaraswamy. En 1969, il prend fonction au Musée d'art du comté de Los Angeles, qui commençait à cette période à développer sa propre collection d’art indien. Pratapaditya Pal y est directeur du département d’art indien et islamique. Il devient par la suite directeur suppléant du musée (1979-1980) et, à partir de 1981, premier conservateur d’art indien et d’Asie du Sud-Est. La critique d’art du Los Angeles Times Suzanne Muchnic (en) décrit sa contribution comme l'augmentation de la collection du musée « d'une poignée d'objets à environ 4000 pièces, dotant le LACMA d’un des plus importants patrimoines d’art indien et d’Asie du Sud-Est »,.
En 1995, Pratapaditya Pal est nommé conservateur externe d’art indien, himalayen et d’Asie du Sud-Est à l’institut d'art de Chicago. Il prend fonction au musée Norton Simon à Pasadena en Californie en 2003. Au milieu des années 1970, il avait conseillé Norton Simon dans l’acquisition d’œuvres d’art asiatiques pour ce musée.

## Publications
- The Art of Tibet, Asia Society (1969).
- Aspects of Indian Art. Papers Presented in a Symposium at the Los Angeles County Museum of Art, October 1970 (éditeur), EJ Brill (1972).
- The Arts of Nepal. Part I. Sculpture, EJ Brill (1974).
- Bronzes of Kashmir, Akademische Druck- und Verlagsanstalt (1975)
- Nepal: Where the Gods are Young, Asia Society (1976).
- The Sensual Immortals: A Selection of Sculptures from the Pan-Asian Collection , MIT Press (1977).
- The Classical Tradition in Rajput Painting from the Paul F. Walter Collection, Pierpont Morgan library (1978).
- Une merveille de l'art bouddhique : Alchi-Ladakh, éditeur Ravi Kumar (1983)
- Light of Asia: Buddha Sakyamuni in Asian Art, LACMA (1984)
- Peintures tibétaines, éditeur Basilius Presse  (1984).
- Art of Tibet: A Catalogue of the Los Angeles County Museum of Art Collection, University of California Press (1984).
- From Merchants to Emperors: British Artists and India, 1757–1930 (avec Vidya Dahejia), Cornell University Press (1986).
- Icons of Piety, Images of Whimsy: Asian Terra Cottas from the Walter Grounds Collection, LACMA (1987).
- The Art and Architecture of Ancient Kashmir, Marg Publications (1989)
- The Holy Cow and Other Animals: A Selection of Indian Paintings from the Art Institute of Chicago (avec Betty Seid), Institut d’art de Chicago (2002).
- Asian Art at the Norton Simon Museum, Vol. I. Art from the Indian Subcontinent, Yale University Press (2003).
- Goddess Durga: The Power and The Glory, Marg Publications (2009).
- The Elegant Image: Bronzes from the Indian Subcontinent in the Siddharth K. Bhansali Collection, Musée de New-Orléans (2011).

## Récompenses et reconnaissances
- Padma Shri, 2009[5].
- The Pratapaditya Pal Senior Lectureship in Curating and Museology in Asian Art créé à l’École des études orientales et africaines à l’université de Londres[3].